# Episodi de La vita segreta di una teenager americana (seconda stagione)
La seconda stagione della serie televisiva La vita segreta di una teenager americana è stata trasmessa in prima visione negli Stati Uniti dal 22 giugno 2009 al 22 marzo 2010, con un episodio settimanale, sul canale ABC Family.
In particolare, la stagione è composta da ventiquattro episodi ed è stata divisa in due parti: la prima parte, composta da dodici episodi, è andata in onda dal 22 giugno al 7 settembre 2009, mentre la seconda parte, composta dai restanti dodici episodi, è andata in onda dal 4 gennaio al 22 marzo 2010.
In Italia la prima parte della stagione è stata trasmessa in prima visione dal 19 novembre 2009 al 25 febbraio 2010, con un episodio settimanale, sul canale satellitare Fox. La seconda parte della stagione invece è stata trasmessa dall'11 maggio al 27 luglio 2010, sempre su Fox.
In chiaro la prima parte è stata trasmessa dal 5 maggio 2010 con due episodi a settimana su MTV. La seconda parte, dal 15 febbraio 2011.
| nº            | Titolo originale               | Titolo italiano               | Prima TV USA     | Prima TV Italia  |
| Prima parte   | Prima parte                    | Prima parte                   | Prima parte      | Prima parte      |
| ------------- | ------------------------------ | ----------------------------- | ---------------- | ---------------- |
| 1             | The Big One                    | Il grande giorno              | 22 giugno 2009   | 19 novembre 2009 |
| 2             | What's Done Is Done            | Quel che è fatto è fatto      | 29 giugno 2009   | 26 novembre 2009 |
| 3             | Par for the Course             | Il senso di colpa             | 6 luglio 2009    | 3 dicembre 2009  |
| 4             | Ciao                           | Voglia di libertà             | 13 luglio 2009   | 10 dicembre 2009 |
| 5             | Born Free                      | Liberi tutti                  | 20 luglio 2009   | 17 dicembre 2009 |
| 6             | The Summer of Our Discontent   | Tristi partenze               | 27 luglio 2009   | 7 gennaio 2010   |
| 7             | Summertime                     | Ricomincia la scuola          | 3 agosto 2009    | 14 gennaio 2010  |
| 8             | A New Kind of Green            | Tante novità                  | 10 agosto 2009   | 21 gennaio 2010  |
| 9             | Hot Nuts                       | Teste calde                   | 17 agosto 2009   | 4 febbraio 2010  |
| 10            | Knocked Up, Who's There?       | Heater, la nuova Amy          | 24 agosto 2009   | 11 febbraio 2010 |
| 11            | Cramped                        | Liti in famiglia              | 31 agosto 2009   | 18 febbraio 2010 |
| 12            | Be My, Be My Baby              | Di nuovo una famiglia         | 7 settembre 2009 | 25 febbraio 2010 |
| Seconda parte |                                |                               |                  |                  |
| 13            | You Don't Know What You've Got | Una giornata diversa          | 4 gennaio 2010   | 11 maggio 2010   |
| 14            | Til It's Gone                  | Voglia di evasione            | 11 gennaio 2010  | 18 maggio 2010   |
| 15            | Loved & Lost                   | Amati e persi                 | 18 gennaio 2010  | 25 maggio 2010   |
| 16            | Just Say Me                    | Faccio da me                  | 25 gennaio 2010  | 1º giugno 2010   |
| 17            | The Second Time Around         | Il secondo tentativo          | 1º febbraio 2010 | 8 giugno 2010    |
| 18            | Let's Try That Again           | Proviamoci di nuovo           | 8 febbraio 2010  | 15 giugno 2010   |
| 19            | The Rhythm of Life             | Il ballo                      | 15 febbraio 2010 | 22 giugno 2010   |
| 20            | Mistakes Were Made             | Gli errori si pagano          | 22 febbraio 2010 | 29 giugno 2010   |
| 21            | Choices                        | Le scelte                     | 1º marzo 2010    | 6 luglio 2010    |
| 22            | Good Girls & Boys              | Bravi ragazzi e brave ragazze | 8 marzo 2010     | 13 luglio 2010   |
| 23            | I Got You, Babe                | Scelte importanti             | 15 marzo 2010    | 20 luglio 2010   |
| 24            | Ben There, Done That           | Matrimoni e altri affanni     | 22 marzo 2010    | 27 luglio 2010   |

## Il grande giorno
- Titolo originale:The Big One
- Diretto da: Keith Truesdell
- Scritto da: Brenda Hampton ed Elaine Arata

### Trama
La puntata inizia con Amy. Ha difficoltà con il bambino, tranquillo solo quando c'è Ricky. Ben, rivale in amore di Ricky, diventa sempre più geloso e confessa ad Amy che vorrebbe fare l'amore con lei. Nel frattempo, Anne, la madre di Amy, scopre di essere incinta. Leo, il padre di Ben, esce con Betty, che non gli rivela di essere una prostituta. Grace riferisce ad Adrian che desidera fare sesso con Jack, ma Adrian crede che l'amica non sia davvero pronta per questo e cerca di fermarla. Ma Grace e Jack fanno sesso comunque e, alla fine dell'episodio, la ragazza viene a sapere che suo padre è morto in un tragico incidente aereo, credendosi colpevole dell'incidente.

## Quel che è fatto è fatto
- Titolo originale: What's Done Is Done
- Diretto da: Gail Bradley
- Scritto da: Brenda Hampton ed Elaine Arata

### Trama
Grace, prima che suo padre morisse, aveva litigato con lui, perché si sentiva trattata come una bambina, nonostante fosse pronta a fare l'amore con Jack. Adesso è divorata dai sensi di colpa e si sente responsabile della sua morte. La madre di Grace si sente meglio quando George, il suo ex marito, va a trovarla. Nel frattempo il padre di Ben chiede a Betty di sposarlo.

## Il senso di colpa
- Titolo originale: Par for the Course
- Diretto da: Keith Truesdell
- Scritto da: Brenda Hampton

### Trama
Grace si rifiuta di andare al funerale del padre, mentre Amy e Ben vorrebbero andare, ma non possono per questioni lavorative. Intanto George ed Anne lavorano alle pratiche di divorzio che, una volta ultimato, permetterà ad Anne di sposare David. Ben consola Adrian, reduce da un litigio con Jack, abbracciandola, ma viene visto da Amy, che si ingelosisce. Nel frattempo Leo si reca al negozio per aiutare suo figlio, ma dopo un acceso diverbio Ben si licenzia. Grace si fa accompagnare da Betty al funerale dove viene riconosciuta da Tom, raggiunge la chiesa, ma si rifiuta di scendere dall'auto. Ricky risolverà la situazione.

## Voglia di libertà
- Titolo originale: Ciao
- Diretto da: Anson Williams
- Scritto da: Brenda Hampton

### Trama
Anne e David hanno i primi dubbi sul loro rapporto. Nel frattempo Ben riceve da suo padre il permesso di recarsi a Bologna per le vacanze estive. Il ragazzo si consulta con Adrian, che però lo rivela ad Amy, già gelosa dell'abbraccio visto in precedenza tra i due. Grace è pronta per tornare a scuola, ma una volta arrivata non si sente a suo agio, così se ne va, ma incontra George con il quale si sfoga; di rimando lui le confessa che ha mentito ad Anne sulla sua vasectomia, e quindi il bambino potrebbe anche essere suo. Intanto Ben è costretto ad invitare Amy ad andare a Bologna con lui: lei accetta, ma deve trovare qualcuno che si occupi di John durante la sua assenza. Ricky è geloso del nuovo rapporto tra Adrian e Ben, così prova a chiedere alla ragazza un appuntamento. Questo fa sì che Adrian chiami Grace per spettegolare sulla novità: ora le due sono tornate amiche. Ricky è finalmente disponibile ad occuparsi di John per l'estate, così cerca di convincere Amy a lasciare andare Ben per conto suo. David, dopo essersi assicurato che Anne non voglia incastrarlo per i suoi soldi, chiede alla donna di sposarlo.

## Liberi tutti
- Titolo originale: Born Free
- Diretto da: Keith Truesdell
- Scritto da: Caroline Kepnes

### Trama
Amy vuole andare a Bologna con Ben e il figlio John, in contrasto sia con l'opinione della madre, Anne, che con quella di Ricky. Anche Ashley inizia a dubitare che il padre abbia effettivamente fatto la vasectomia, e pensa che il bambino di cui è incinta Anne potrebbe essere suo. Tale notizia, tramite Grace, fa il giro della scuola giungendo fino ad Amy, che lo confida alla sorella. Ben sospetta che la donna di cui si è innamorato suo padre sia una prostituta, trovando conferma anche nelle opinioni di Amy e Ricky. Betty, dal canto suo, chiama Tom chiedendogli di non far trapelare la notizia per non mettere a rischio il suo rapporto con Leo. Nel frattempo Adrian cerca di convincere la madre a trovare una nuova casa in cui trasferirsi per poter avere la possibilità di passare del tempo da sola con Ricky, ma prima che questo accada è lo stesso Ricky a trovare un appartamento: Leo, infatti, gli propone di occupare l'appartamento sopra la macelleria.

## Tristi partenze
- Titolo originale: The Summer of Our Discontent
- Diretto da: Lindsley Parsons III
- Scritto da: Jeffrey Rodgers

### Trama
È l'ultimo giorno di scuola. Il consulente Molina comunica ad Amy che, a causa delle troppe assenze, dovrà frequentare i corsi estivi, per cui deve rinunciare all'idea di andare in Italia con Ben. Grace invece potrà frequentare la scuola di medicina nella quale è stata iscritta dal padre scomparso, mentre Jack entrerà nella squadra di football. Ben decide di confessare al padre i suoi sospetti sulla vera identità di Betty, scoprendo però che lui ne era già a conoscenza. George riceve gli atti del divorzio, lasciandosi convincere sia da Ashley che da Adrian ad andare a parlare con Anne del bambino di cui è probabilmente il padre, ma alla fine non ne avrà il coraggio e firmerà gli atti. Ricky prende possesso della sua nuova casa chiedendo ad Amy di poter tenere John per la prima notte e lei accetta. Tuttavia, quando si presenta a casa Juergens, il bambino si è già addormentato. Il giorno dopo, prima di partire per Bologna, Ben passa a trovare Amy scoprendo che Ricky ha passato la notte da lei, così se ne va infuriato.

## Ricomincia la scuola
- Titolo originale: Summertime
- Diretto da: Keith Truesdell
- Scritto da: Brenda Hampton

### Trama
In Italia, Ben fa la conoscenza di alcune ragazze e, nelle ultime settimane di permanenza, evita di telefonare ad Amy. Lei così pensa che Ben la voglia lasciare. In realtà, in una discussione nel doposcuola, Ben le confessa ancora una volta il suo amore, sistemando così la situazione. Grace e Jason sperimentano sugli altri ragazzi alcune tecniche imparate al campo medico; a causa della sua relazione con Jack, Grace sembra interessata al campo della medicina sportiva e, in particolare, della prevenzione degli infortuni. Nel suo primo giorno al liceo Ashley è una delle più osservate della scuola e fa subito conoscenza con Griffin, un ragazzo gay, anche lui al primo anno. Nel frattempo George confessa ad Anne di non aver fatto la vasectomia e che il bambino potrebbe essere suo, ma Anne confessa che sia lei che il suo fidanzato, se l'erano immaginato.

## Tante novità
- Titolo originale: A New Kind of Green
- Diretto da: Anson Williams
- Scritto da: Brenda Hampton

### Trama
George ha iniziato la sua missione segreta per indurre Anne e David a lasciarsi. Ma se pensa di far uscire David di scena, si sbaglia di grosso. Quando i due si incontrano al bar e parlano del bambino, David non dà segni di cedimento. Nel frattempo ci sono cattive notizie anche per Adrian, che sta ancora cercando di appropriarsi della casa di George, questo se e solo se George tornerà con Anne. In quel momento ecco una piccola possibilità: Anne riferisce a George che non è sicura di amare ancora lui o David. Adrian si reca nel frattempo a casa di George, dove vede Amy e Ricky litigare come una coppia di sposini. In realtà Amy cerca di sapere da Ricky se Ben è stato con qualcuna durante la sua vacanza a Bologna. Non importa quante volte Ben abbia negato, Amy non gli crede. Ricky a un certo punto vede Adrian che li spia, avvicinandosi a lei per sapere che ha in mente. Quando la ragazza gli rivela che Ruben ha comprato la casa di George, né Ricky, né Amy ne sono contenti. Amy le riferisce che se lo sta sognando, perché sicuramente George non tornerà con Anne. George chiama Ruben per la vendita della casa, volente o nolente tornerà con Anne e sarà "padre di nuovo". Quando Ricky cerca di dire qualcosa di importante ad Adrian, lei intuisce che si tratta di qualcosa che lei non vuole sentire, così cambia discorso. Ora attua la politica del: "Non chiedere, non dire". La discrezione è l'ultima cosa che, invece, interessa ad Amy che sta ancora stressando Ben per sapere se è stato con qualcuna in Italia. Ben giura di no suggerendo una cena romantica. Quando i due sembrano avere risolto la loro relazione, Grace e Jack intravedono un nuovo ostacolo: Jack rivela a Grace di avere avuto diversi appuntamenti con Madison quando Grace era in vacanza.
Le relazioni nella scuola superiore sono una gara, così il nuovo amico gay di Ashley, Griffin, le tiene i ragazzi lontani, e viceversa. Hanno fatto un patto: nessun appuntamento alle scuole superiori. E dopo i drammi di Amy, Ricky, Ben, Grace, Jack ed Adrian a loro sembra una grande idea. Per quanto riguarda gli adulti, Anne e David finalmente si stanno lasciando, ma non prima che David le dia un "piccolo" regalo d'addio: il SUV che aveva promesso ad Amy. Ora Anne può scegliere se tenerlo per sé oppure darlo ad Amy. David spera che si tenga l'auto in modo che Anne possa andare al lavoro con lui dopo il parto, e cadere di nuovo tra le sue braccia. Adrian si reca da Ricky per riferirgli che vuole avere una vera relazione sentimentale. Lui all'inizio non capisce, finché Adrian si avvicina a lui nel corridoio come già fatto prima quel giorno. La loro riappacificazione è interrotta quando Amy e Ben irrompono in casa. Amy è furiosa perché Adrian ha riferito a Ben che Ricky ha dormito a casa sua qualche volta durante l'estate, ma solo per prendersi cura del bambino. Amy va su tutte le furie quando vede Adrian che culla John, strappandoglielo dalle braccia.

## Heater, la nuova Amy
- Titolo originale: Knocked Up, Who's There?
- Diretto da: Anson Williams
- Scritto da: Brenda Hampton

### Trama
Ben conosce un'altra ragazza incinta. Si tratta di Heater, una studentessa sedicenne della Grant High. Cacciata di casa dai suoi genitori, Heater ha assolutamente bisogno di un amico, così si rivolge a Ben. All'inizio il ragazzo è confuso, ma poi capisce che la ragazza è sola e spaventata. Ben decide di parlarle, rendendo Amy incredibilmente gelosa. La gelosia spinge Amy ad avere un vero appuntamento con Ben, chiedendo a Lauren di occuparsi momentaneamente di John.
Nel frattempo, tutti gli altri si trovano a scuola dove sono in attesa dell'incontro del "Gruppo giovanile di astinenza" della chiesa, tenuto da Grace Bowman, la quale ha programmato di parlare del suo rimpianto per l'aver fatto sesso con Jack. Anche Ashley vi prende parte, con un doppio appuntamento: un nuovo ragazzo interessato a lei, Mark, insieme a Ricky e Adrian. Ricky infatti ha convinto Adrian che il modo migliore per vincere contro Amy sarebbe stato essere carina con sua sorella. Tornando a casa Juergens, Anne si sta riposando, mentre George è confuso a causa della nuova paternità. Ha negato ad Amy il permesso di uscire con Ben quella sera, perché i quattro Juergen potessero stare insieme, per una volta, come una famiglia. Amy si rifiuta e chiama Lauren per fare da babysitter, ma nello stesso momento Ben passa a prenderla. Nel frattempo, al "Gruppo giovanile di astinenza", Grace si sta preparando per il suo grande momento, ma, quando inizia a parlare, le persone presenti iniziano a fischiare. Ben va a trovare Heater. Ha bisogno di una spalla su cui piangere poiché tutti nella sua vita, compreso il padre di suo figlio, l'hanno abbandonata. Ben decide di fare qualcosa di logico: chiede ad Amy di offrirle la sua spalla, ed Amy, sorprendentemente, accetta. Adrian e Ricky, la nuova coppia monogama, tornano ad avere una relazione aperta. Ma questa volta la cosa è pianificata. Adrian cambia il suo atteggiamento dopo che Ricky le dice che non la sposerà mai. Lei, d'altro canto, vuole stare con qualcuno che potrebbe diventare suo marito.

## Liti in famiglia
- Titolo originale: Cramped
- Diretto da: Keith Truesdell
- Scritto da: Brenda Hampton

### Trama
George e Ashley si stanno preparando per trasferirsi da Amy ed Anne. La vecchia stanza di Ashley adesso è la stanza del bambino. Per rendere le cose più semplici George ha trasformato il garage in una stanza completamente nuova per Ashley, con sua grande contentezza, ma non quella di Amy. Lei pensa infatti che la nuova stanza più grande debba essere sua. Amy sfoga la sua rabbia mandando Ricky, che è stato appena lasciato da Adrian, a fare un'enorme spesa. Così quando Ashley gli chiede di portarla a comprare mobili, Ricky accetta. Ovviamente questo dà fastidio sia a George che ad Amy, anche se Ricky insiste nel dire che sta solo cercando di essere gentile. Dopo tutto non ci proverebbe mai con la zia di suo figlio. Anche se George non si fida completamente di Ricky dice ad Ashley che si fida del fatto che lei non commetterebbe delle sciocchezze.
Dai Bowman, Kathleen si sta comportando in maniera parecchio sospetta, ma riferisce a Grace che sta solo aiutando a consegnare del cibo ai senzatetto. Questo significa che lascerà la casa libera sia a Grace che a Tom, che hanno entrambi i loro piani. Ma mentre Tom è sicuro di voler fare il passo successivo con Tammy, Grace non la pensa allo stesso modo. Per quanto riguarda Grace e Jack, entrambi stanno tentando difficilmente di resistere alla tentazione quando qualcosa si mette di mezzo: i crampi di Grace che ha il ciclo. Jack fa così una corsa in farmacia dove vede Kathleen nel reparto dei contraccettivi in compagnia di un uomo più giovane. Anche se Jack non confida nulla a Grace, Kathleen alla fine le racconta di Jeff, un nuovo possibile amore nella sua vita. Grace è abbastanza sconvolta. Viene fuori che il fratello di Jeff è morto nello stesso incidente in cui ha perso la vita Marshall. Ma Kathleen non sa se è pronta a frequentare un altro uomo solo sei mesi dopo la morte di suo marito. Nel frattempo qualcun altro si sta trasferendo. Betty infatti sta vendendo le sue cose usate, così da potersi ufficialmente trasferire a casa Boykewich. Ma Ben la convince a tenersi quasi tutto, con gran sollievo di Leo. Intanto Adrian sta mettendo le sue cose negli scatoloni in preparazione del grande trasloco con la sua famiglia nella vecchia casa di George. Adrian, invece di continuare a fare sesso con Ricky, ha deciso di voltare pagina, cercando una relazione seria con un ragazzo che vorrà effettivamente sposarla. Nonostante Ricky dica che non sposerà lei né nessun'altra egli confessa ad Ashley che ama sinceramente Adrian. Ma non l'ama abbastanza da andare a delle sedute di terapia di coppia con lei. Infine Ben passa un po' di tempo al telefono con qualcuno che sicuramente non è Amy. Ma c'è di più, sembra che lei stia pensando di andarlo a trovare presto. Lui le suggerisce che il periodo migliore è l'estate.

## Di nuovo una famiglia
- Titolo originale: Be My, Be My Baby
- Diretto da: Anson Williams
- Scritto da: Brenda Hampton e Jeffrey Rodgers

### Trama
Adrian è euforica per il trasferimento nella nuova casa. E, mentre Ricky e Adrian potrebbero non fare più sesso, lei sta ancora provando a convincerlo ad andare con lei dal dottor Fields, sebbene la terapia sia l'ultima cosa che lui voglia fare con lei. Quando Ricky chiede aiuto a George, la conversazione cade sulla possibilità che Ricky possa avere un futuro con Adrian o con Amy. Ricky dice a George che non sente la passione con Amy. Lui però pensa che, dato che la passione tra lui e Adrian è possibile, farebbe meglio ad assecondarla e a impegnarsi davvero con lei.
Parlando di passione, forse Ben non ne ha accesa abbastanza per Amy, ma grazie al grande aiuto di George tutto può cambiare: Ben si presenta con un contenitore pieno di alette di pollo per un piccolo romantico picnic nel cortile con Amy. E George gli dice anche di fare della avances ad Amy per farla sentire desiderata. Amy è così eccitata per le attenzioni che propone di tornare insieme, questa volta per davvero. Ma quando Ben chiede a suo padre il permesso, Leo non è d'accordo e si chiede quale sia la motivazione di Ben. Betty dice a Ben di scoprire cosa prova realmente per Amy dormendo con lei. In seguito, il marito di Betty viene trovato morto in un fiume. Dunque è finalmente il momento per Betty e Leo di sposarsi. Ma, per quanto riguarda il povero Ben, lui chiama Alice ed Henry e dice loro che sta pensando di chiudere definitivamente con Amy perché non sa se l'ama veramente o se vuole solo fare sesso.
Grace e sua madre litigano dopo che Kathleen ha portato Jeff in chiesa. Ma la situazione diventa ancora più difficile quando Jeff dice a Tom che ha intenzione di sposare Kathleen. Grace non lo sa, perché lei non approva che la madre frequenti un uomo così presto dopo la morte di Marshall. Infatti è così sconvolta che fa voto di castità fino al matrimonio, con sgomento di Jack, che, per mediare la situazione propone di avere solo rapporti orali. Poco dopo Grace dice a Kathleen che lei e Jack hanno rotto perché "lei non è pronta per una relazione seria". Ma per una ragazza persa ce ne potrebbe essere un'altra. Jack infatti manda un messaggio a Madison non appena tornato single. Sembra che Jack e Madison abbiano fatto qualcosa di più che parlare durante gli incontri estivi degli orfani.
Intanto, durante la terapia dal dottore Fields, Adrian sta raccontando la sua vita sessuale con Ricky, finché il dottore non le chiede della sua prima volta. Lei rivela delle informazioni importanti, cose che non aveva mai detto a Ricky: che perse la sua verginità con il suo migliore amico, Antonio, poco prima che lui si trasferisse per curarsi dal cancro. Quando Ricky sente questo capisce perché lei voglia un impegno, offrendosi, per la prima volta, di trascorrere con lei l'intera notte. Adrian gli chiede se lui abbia paura che qualcuno che ama possa andarsene: qualcuno come John, se Amy decidesse di andarsene con lui. Gli dice che lui dovrebbe andare in tribunale e chiedere la custodia legale. Ma Ricky non si preoccupa per quello, dato il suo difficile passato. Dopo, quando effettivamente mantiene la promessa di passare la notte con lei, le dice finalmente in faccia quelle tre meravigliose parole: io ti amo. Nel frattempo dagli Juergens, Anne sta entrando in travaglio e non fa in tempo ad arrivare in ospedale. Così Amy, George e Ashley l'aiutano a far nascere il bambino, a cui viene dato il nome di Robert, dal nome del padre di Anne. Dopo aver passato del tempo con lui e averlo guardato bene, George si chiede se il bambino sia suo o di David.

## Una giornata diversa
- Titolo originale: You Don't Know What You've Got
- Diretto da: Keith Truesdell
- Scritto da: Chris Olsen, Jeff Olsen e Brenda Hampton

### Trama
Ben ha un grande problema tra le mani: la sua misteriosa amica dall'Italia, Maria, sta per andare a trovarlo. Non ne è ancora certo, ma poi pensa che questa possa essere una perfetta occasione per rompere con Amy. Quando Ricky, Lauren e Madison lo vedono tutto strano all'ingresso, capiscono che sta succedendo qualcosa, per cui tutti lo invitano a non far del male ad Amy. Ben sta così male per l'eccessiva pressione, che scappa via nel bagno dei ragazzi a vomitare. Nel frattempo, Amy sì è presa una piccola vacanza ingiustificata con sua madre. Le due hanno portato via John e Robie per una vacanza al mare, soprattutto perché George accusava Anne di aver avuto un figlio da un altro a causa della mancata somiglianza padre-figlio.
A scuola, Adrian e Grace stanno parlando di sesso orale: Grace rivela che al contrario di quello che tutti pensano l'ha fatto con Jack, ma dice solo che non è stato come lei avrebbe voluto, così imbarazzata ha rotto con lui. Adrian la spinge a credere che lui stia frequentando un'altra ragazza, ma in realtà è tutta una bugia che Adrian e Jack hanno inventato insieme. Jack infatti pensa che, se Grace crede che lui stia frequentando un'altra allora lo vorrà di nuovo e proverà a tornare con lui. All'improvviso Jack, Ben e Ricky decidono di scappare dai problemi della vita e marinare la scuola per un giorno, Ashley, Adrian, Griffin e Grace li seguono e così anche Lauren, Madison, Henry ed Alice. Ma i loro piani vanno male quando la Dr.ssa Bink, la nuova consulente, lo scopre. Joe le "vende" le informazioni, in cambio della sua immunità dalle punizioni. Inoltre, lui ha trovato un po' di "sporco" anche sulla stessa Bink: pare che lei sia stata licenziata dal suo vecchio lavoro per aver portato uno studente al ballo. E che abbia preso la laurea su internet. Quando la Bink entra in azione chiamando tutti gli studenti sui loro cellulari per intimare loro di tornare a scuola, loro la ignorano e si ritrovano tutti insieme in spiaggia. Casualmente è la stessa spiaggia in cui stanno facendo vacanza Amy e Anne, anche se i due gruppi non si incrociano mai. Ma quello che si supponeva essere un perfetto giorno libero da scuola senza pensieri degenera velocemente. Prima di tutto, Ricky e Adrian affrontano uno dei loro soliti testa a testa, ma questa volta, Adrian rivela che sua madre potrebbe partire per un nuovo lavoro a New York e lasciare la loro nuovissima casa. Nel frattempo Jack e Grace fanno a turno per ferirsi l'un l'altro: Jack rivela che si è baciato con Madison, ma niente di più, lo giura, e Grace dice che lei e Jason si sono "solo baciati" al campeggio medico. Improvvisamente Jack si arrabbia. Ma le cose si fanno un po' più spinte quando Maria appare e salta in braccio a Ben, mentre tutti gli altri guardano la scena stupiti. In quel momento il telefono di Ben squilla e lui risponde. È suo padre, Leo, che gli chiede dove diavolo sia finita la sua Mercedes. Infatti, tutti i padri e Kathleen sono comparsi alla Grant per portare a casa i loro figli. Mentre aspettano, George e Ruben parlano del modo in cui Ricky dovrebbe presentarsi in tribunale per far valere i suoi diritti di vedere John. Adrian ha pressato Ricky affinché facesse questo per molto tempo, ma la questione è diventata più seria, ora che Amy è sparita con John per giorni, e ha rifiutato di rispondere alle chiamate di Ricky. Così più tardi, quella sera, dopo che Ruben dà a Ricky dei consigli sui suoi diritti e anche sulle sue responsabilità di padre, Ricky stesso si reca da George, pretendendo di vedere suo figlio. George usa il telefono di casa per chiamare Amy, lei non prende le chiamate di Ricky. Quando risponde, Amy è piuttosto fredda, e dice a Ricky che tornerà a casa con John solo quando sarà pronta.

## Voglia di evasione
- Titolo originale: Till It's Gone
- Diretto da: Gail Bradley
- Scritto da: Elaine Arata, Jeffrey Rodgers e Brenda Hampton

### Trama
Maria e Ben si baciano nella sua stanza. Griffin e Ashley hanno organizzato un pigiama party, con tanto di maschera facciale e pedicure. Adrian cerca di cambiare il suo rapporto con Ricky: vorrebbe solo baciarlo, ma lui non è d'accordo. Jeff, il nuovo ragazzo di Kathleen, non risponde alle chiamate della madre e, mentre si trova con la sua ragazza, riceve inaspettatamente una visita della madre a casa sua. Nel frattempo, Grace ha trovato una nuova forma di ricreazione sessuale senza Jack, e, quando lui si presenta senza preavviso e trova la camera da letto piena di candele e petali di rosa, pensa che lei lo stia tradendo. A Leo non piace che Ben sia così "amico" di Maria quando in realtà sta ancora con Amy. Leo sembra conoscere il padre di Maria e non è affatto felice di sentire il suo nome. Maria chiama il padre per dirgli che ama Ben. Amy ed Anne si recano in un negozio di alimentari nel quale Anne si imbatte nel suo fidanzato del liceo, Josh, l'uomo con cui ha tradito George a Chicago. Nel frattempo, Amy conosce il figlio di Josh, Jimmy. A casa di Adrian, Ricky è ancora sulle spine in attesa che Amy torni con John. Ricky, stufo del nuovo rapporto con Adrian e stanco di aspettare Amy, se ne va e porta a casa un'altra ragazza, Zoe. Ben decide di rompere con Amy, ma chiama Adrian per avere un consiglio. Amy finalmente torna a casa con John, ma senza Anne che, fresca di patente e con il suo nuovo SUV, va da Ben e lo trova a baciarsi con Maria. Quando accidentalmente George scopre che Anne è con Josh, si arrabbia moltissimo. Intanto Ricky si presenta furioso a casa di Amy minacciando di andare in tribunale, così da poter ottenere il suo diritto di vedere John, con o senza il consenso di Amy. Zoe, "l'amica" di Ricky, chiama Adrian e le dice cosa è successo la notte prima, e le spiega che l'ha fatto perché Adrian era stata con il fidanzato di Zoe, Mac. Adrian si arrabbia molto con Ricky.

## Amati e persi
- Titolo originale: Loved and Lost
- Diretto da: Keith Truesdell
- Scritto da: Elaine Arata, Jeffrey Rodgers e Brenda Hampton

### Trama
Amy, tornata di nuovo a scuola dopo aver trascorso un periodo con sua madre e suo figlio John a casa di sua nonna Mimsy, viene a sapere dalle sue amiche, Madison e Lauren, che Ben sta frequentando una ragazza di nome Maria, conosciuta durante il periodo estivo a Bologna. Amy s'infuria e cerca in tutti i modi di parlare con Ben e convincerlo a farsi lasciare. Pare che ci riesca, anche se in tarda serata, pentita per il modo in cui si è fatta lasciare, rientra in casa per risolvere per bene la situazione ed evitare di farsi lasciare così, durante la pausa tra una lezione ed un'altra. Lì Amy trova Ben che bacia Maria, ma la situazione non la disturba affatto: ormai è convinta che farsi lasciare da Ben sia stata la scelta giusta.
Nel frattempo, Ricky parla con Ashley circa la custodia di suo figlio John, in quanto teme che Amy possa di nuovo portarsi via il loro bambino senza fargli sapere nulla come è successo durante l'estate. Ashley, dal canto suo, cerca di farlo riflettere e gli consiglia di parlarne con sua sorella Amy, perché il bambino è il loro, e né Ben né tanto meno Adrian dovrebbero influenzare le sue decisioni in merito.
Zoe, gelosa per il tempo che Adrian ha trascorso col suo ex Mac, gli confida che ha trascorso delle notti con Ricky. Adrian, furiosa e gelosa perché crede che lui l'abbia "punita" per non essere andata di nuovo a letto con lui in quanto voleva un rapporto più serio, va da Ricky e per punirlo tira il suo cellulare contro la finestra del suo appartamento, ma sbaglia mira e rompe il vetro della macelleria. Lì si accorgono di quanto accaduto e Ricky, anche se in un primo momento chiede ad Adrian di assumersi la responsabilità di quanto commesso ripagando il vetro, si propone di rimediare al danno col suo stipendio parlandone al signor Boykewich, in quanto si sente sia responsabile per aver ferito Adrian, sia in debito col suo datore di lavoro che tra l'altro è anche colui che gli ha dato l'appartamento praticamente gratis.
Madison, che durante l'estate è stata con Jack, va da lui, lo vede ballare in camera sua e s'intrattiene, ma, come successo durante l'estate, finisce di nuovo a letto con lui. In realtà i due hanno continuato a frequentarsi anche dopo l'estate, con un continuo tira e molla. Questa situazione porta Jack a lasciare Grace, decisione basata sul fatto che, a differenza di Madison, Grace non vuole avere rapporti sessuali con lui prima del matrimonio. D'altro canto Grace sembra prendere bene il "rapporto" che c'è tra il suo ex e Madison.
Mentre i giovani si dedicano ai loro problemi adolescenziali, George va da Anne, ormai sua ex moglie, e cerca di convincerla a tornare a casa, come ha fatto con Amy, perché prova ancora qualcosa per lei e sente anche la mancanza del loro bambino, Robert, il loro terzo figlio nato da poco. Anne ci riflette, ma per ora di ritornare non se ne parla.
Adrian va da Ricky per dargli i soldi necessari a riparare il vetro come le aveva chiesto, ma gli mente dicendogli che ha parlato con suo padre e che le ha dato i soldi. In realtà i soldi glieli ha prestati Tom, il fratello di Grace, perché si è invaghito di lei e ha voluto aiutarla. A causa di tutto questo Tom ha lasciato Tammy. Ricky non vuole i soldi di Adrian dicendole che ha già provveduto lui, ma le crede sulla bugia raccontatagli, così i due finiscono di nuovo a letto assieme. Una volta tornata a casa, Adrian trova Grace ad aspettarla per parlarle dell'effetto che ha avuto su suo fratello Tom, così Adrian le restituisce i soldi. Purtroppo suo padre ha ascoltato quanto detto tra le due, per cui chiede ad Adrian una spiegazione per quanto successo al vetro della macelleria e le chiede di fare la cosa giusta. La cosa giusta include anche fare pace con Amy, e cercare di creare un rapporto amichevole con lei, se tiene a Ricky e vuole costruire un possibile futuro con lui.
Intanto a casa Juergens, Amy e Ricky badano al piccolo John e, mentre Amy sbriga le faccende domestiche, vediamo Ricky intento a far addormentare suo figlio, proprio come una vera coppia, una famiglia. I due parlano per un po' mentre Amy lava i piatti e sembra che per un istante le cose si stiano appianando, a tal punto che Ricky le si avvicina per sistemarle una ciocca di capelli, cadutale davanti agli occhi, per evitarle di sporcarsi i capelli con il detersivo per i piatti: tra i due sembra scoccare qualcosa.

## Faccio da me
- Titolo originale: Just Say Me
- Diretto da: Anson Williams
- Scritto da: Brenda Hampton e Paul Perlove

### Trama
Amy e altre ragazze della scuola, frustrate dalle loro complicate relazioni amorose, decidono che è venuto il momento di concentrarsi su loro stesse. Ricky, nel frattempo, trova strano che Amy e Adrian decidano di dare una chance alla loro amicizia. Intanto George sente la mancanza di Anne che è ancora da sua madre.

## Il secondo tentativo
- Titolo originale: The Second Time Around
- Diretto da: Keith Truesdell
- Scritto da: Brenda Hampton ed Elaine Arata

### Trama
George fa del suo meglio per riconquistare Anne e convincerla a tornare a casa con Robbie. Ben e Grace si avvicinano sempre di più, mentre Amy comincia a uscire con Jimmy. Griffin combina un appuntamento tra suo cugino e Ashley, probabilmente interessata al ragazzo. Amy concede il permesso ad Adrian di fare compagnia a Ricky, quando lui sta con loro figlio.

## Proviamoci di nuovo
- Titolo originale: Let's Try That Again
- Diretto da: Barry Watson
- Scritto da: Brenda Hampton

### Trama
Amy è convinta che il comportamento di Jimmy sia il risultato della sua scarsa abilità nel baciare, così Ricky si offre volontario per farle fare pratica, cosa che ovviamente finisce per essere una pessima idea. A scuola si sta organizzando una festa per madri e figlie, cosa che al momento non è l'ideale per le ragazze che sono in contrasto con le rispettive mamme. Anne suggerisce a George di consultare un terapista di coppia per salvare la loro famiglia.

## Il ballo
- Titolo originale: The Rhythm of Life
- Diretto da: Keith Truesdell
- Scritto da: Brenda Hampton e Jeffrey Rodgers

### Trama
È arrivato il giorno del ballo madri-figlie, che risulta essere una serata spiacevole per tutti. Si viene a sapere che Leo e Betty stanno organizzando un matrimonio, George e Anne decidono di non divorziare, Ricky sta facendo da babysitter, mentre subisce il terzo grado da George e Ruben che sanno del bacio che ha dato ad Amy. Infine Ben è convinto di aver lasciato Amy per le ragioni sbagliate.

## Gli errori si pagano
- Titolo originale: Mistakes Were Made
- Diretto da: Anson Williams
- Scritto da: Brenda Hampton

### Trama
I segreti venuti fuori durante il ballo iniziano a creare problemi: Amy viene a sapere dell'ultima conquista di Ben, e, sconvolta, cerca di far pace con Jimmy.  Adrian e Grace litigano, Ben è arrabbiato con sé stesso per aver lasciato Amy, mentre Ricky lascia la città senza dire niente a nessuno.

## Le scelte
- Titolo originale: Choices
- Diretto da: Keith Truesdell
- Scritto da: Brenda Hampton ed Elaine Arata

### Trama
Ricky rintraccia la sua madre biologica e le rinfaccia la sua terribile infanzia. La situazione tra Adrian e Grace è ancora tesa, Jack decide di rompere con Madison dopo aver scoperto qualcosa su di lei.

## Bravi ragazzi e brave ragazze
- Titolo originale: Good Girls and Boys
- Diretto da: Anson Williams
- Scritto da: Brenda Hampton

### Trama
Quando Ricky ritorna in città litiga con Ben, lascia Adrian e ascolta dei buoni consigli dai suoi genitori adottivi. Grace si confida con il suo nuovo patrigno e decide di avere un approccio diverso per quanto riguarda il sesso. George e Anne sono in disaccordo sul prossimo passo da compiere nella loro relazione. Ricky e Amy discutono in merito alla custodia del bambino.

## Scelte importanti
- Titolo originale: I Got You, Babe
- Diretto da: Keith Truesdell
- Scritto da: Brenda Hampton e Jeffrey Rodgers

### Trama
Amy e Ricky sono coinvolti in una difficile e dolorosa battaglia per la custodia di John. Ancora furiosa con Ricky per averla lasciata, Adrian prende le parti di Amy, incoraggiando molti dei loro amici a fare la stessa cosa. George continua a essere frustrato con Anne che rifiuta di risposarsi subito. Ashley si sente finalmente pronta a fare dei cambiamenti nella sua vita.

## Matrimoni e altri affanni
- Titolo originale: Ben There, Done That
- Diretto da: Anson Williams
- Scritto da: Brenda Hampton ed Elaine Arata

### Trama
Rick e Amy mettono da parte le ostilità per organizzare la festa del primo compleanno di John. Ashley si confida con suo padre a proposito della pillola anticoncezionale. Anne e George sono in viaggio per fare visita alla madre di Anne. Leo e Betty sono pronti per il giorno del loro matrimonio, mentre i genitori di Adrian si sposano in una cerimonia privata.